# Кетле (лунный кратер)
Кратер Кетле (лат. Quetelet) — крупный древний ударный кратер в северном полушарии обратной стороны Луны. Название присвоено в честь бельгийского математика, астронома, метеоролога, социолога Адольфа Кетле (1796—1874) и утверждено Международным астрономическим союзом в 1970 г. Образование кратера относится к нектарскому периоду.

## Описание кратера

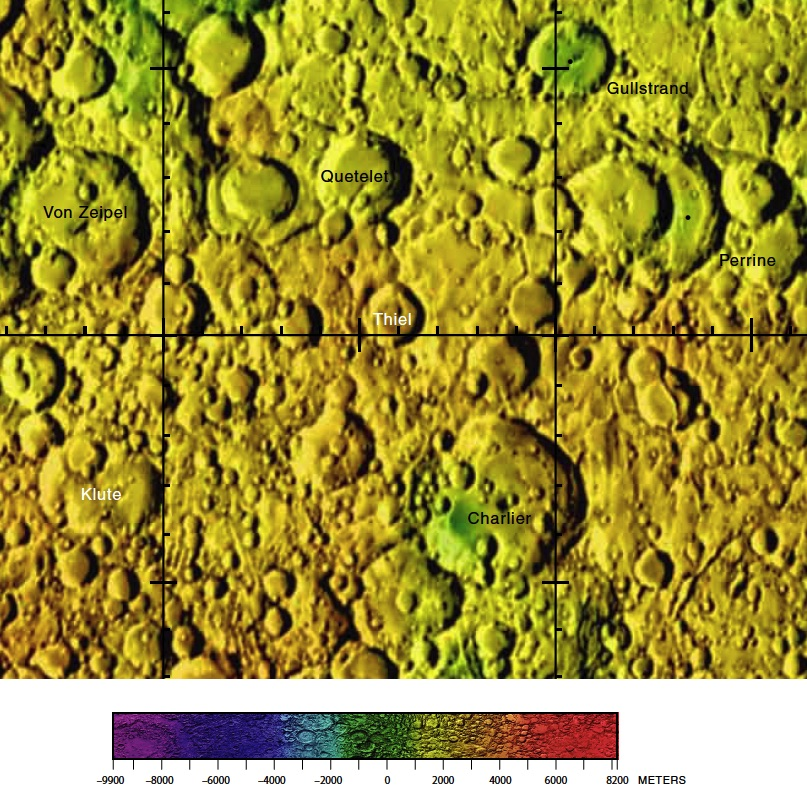
Окрестности кратера Кетле. Фрагмент карты обратной стороны Луны.

Ближайшими соседями кратера являются кратер Цейпель на западе; кратер Шлезингер на северо-западе; кратер Гульстранд на северо-востоке; кратер Перрайн на востоке; кратер Тиль на юге и кратер Клют на юго-западе. Селенографические координаты центра кратера 42°40′ с. ш. 135°18′ з. д. / 42,66° с. ш. 135,3° з. д., диаметр 54,8 км, глубина 2,4 км.
Кратер Кетле имеет полигональную форму слегка вытянутую в направлении северо-запад – юго-восток и значительно разрушен за длительное время своего существования. Вал сглажен и перекрыт множеством кратеров различного размера, из которых наиболее приметным является циркулярный кратер в юго-западной части вала, внутренний склон вала значительно уже в западной части по сравнению с остальным периметром. Высота вала над окружающей местностью около 1170 м, объем кратера составляет приблизительно 2 500 км3. Дно чаши кратера плоское, смещено в западном направлении, в центре чаши расположен маленький приметный чашеобразный кратер.

## Сателлитные кратеры
| Кетле | Координаты                                              | Диаметр, км |
| ----- | ------------------------------------------------------- | ----------- |
| T     | 42°31′ с. ш. 137°59′ з. д. / 42,52° с. ш. 137,99° з. д. | 47          |

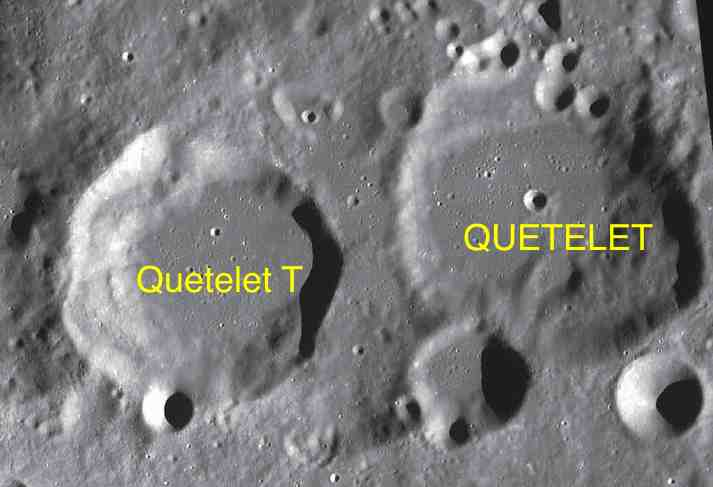
Фрагмент карты LAC-34.

- Образование сателлитного кратера Кетле T относится к нектарскому периоду[1].

## См.также
- Список кратеров на Луне
- Лунный кратер
- Морфологический каталог кратеров Луны
- Планетная номенклатура
- Селенография
- Минералогия Луны
- Геология Луны
- Поздняя тяжёлая бомбардировка